# Вовковия (гміна)
Ґміна Вовковия (пол. Gmina Wołkowyja) — колишня (1934—1939 рр.) сільська ґміна Ліського повіту Львівського воєводства Польської республіки (1918—1939) рр.. Центром ґміни було село Вовковия.
1 серпня 1934 р. було створено ґміну Вовковия у Ліському повіті. До неї увійшли сільські громади: Бережниця Вишня, Буковець, Городок, Горянка, Мичків, Полянчик, Полянки, Радева, Райське, Рибне, Солина, Терка, Тискова, Воля Горянська, Воля Матіяшова і Завіз.
У 1945-1947 роках українське населення виселено в СРСР та на понімецькі землі.